# Arsenal Football Club Academy
Arsenal Football Club Academy es el equipo de reservas del Arsenal Football Club con sede en Hale End, Londres, Inglaterra. El club, los medios deportivos y los fanáticos a menudo se refieren a él como Hale End homónimo. Los equipos de la academia juegan en la Professional Development League, el nivel más alto de fútbol juvenil en Inglaterra. El club también compite en las competiciones FA Youth Cup y UEFA Youth League. El exjugador Per Mertesacker es el actual director de la academia.
Arsenal Sub-23, anteriormente denominado Reservas, es el equipo de más alto nivel dentro de la configuración. Entrenan en el Arsenal Training Center y juegan la mayoría de sus partidos en casa en Meadow Park, que es la sede del Boreham Wood FC. En alguna ocasión también juegan en el Emirates Stadium del Arsenal. Los jugadores veteranos juegan ocasionalmente en el lado de reserva, como en el caso de que se estén recuperando de una lesión.
La Academia del Arsenal es una de las más exitosas de Inglaterra, ganó siete FA Youth Cup junto con seis títulos de la Premier Academy League en total.
Numerosos jugadores internacionales se han graduado de la academia y equipos de reserva.

## Historia

### Primeros años (1887-1919)
Debido a que el Arsenal tenía su sede en Plumstead como Royal Arsenal FC, tenían un equipo de reserva que se estableció por primera vez en 1887. El club jugó inicialmente amistosos y competiciones de copa, ganando la edición de la Copa Kent Junior de 1889-1890. En 1895-1896, el club que pasó a llamarse Woolwich Arsenal en 1891 hizo que sus reservas se unieran a la Liga de Kent, ganando el título la temporada siguiente, pero abandonándolo alrededor de 1900. Más tarde se unieron a la Liga de Londres, donde ganaron tres títulos durante la década de 1900.
Desde 1900–01 hasta 1902–03, las reservas jugaron en la West Kent League y ganaron el título de liga en cada temporada en la que participaron. Como estaban en un nivel superior al de sus oponentes locales, en 1903 el equipo se trasladó a la South Eastern League, donde jugó hasta 1914-15, cuando se suspendió el fútbol debido a la Primera Guerra Mundial. 
Simultáneamente, a este período, las reservas también ingresaron en la Primera División de la Liga de Londres en las temporadas 1906–07, 1907–08, 1908–09, 1913–14 y 1914–15. El club pasó a omitir el "Woolwich" de su título en 1913, para ser conocido solo como "Arsenal".

### La combinación de fútbol (1919-1939)
Tras el final de la Primera Guerra Mundial en 1918, Arsenal Reserves ocupó el lugar del primer equipo en la Liga London Combination, que pasó a llamarse Football Combination en el verano de 1939. Para la temporada 1926-27, la competencia se amplió para incluir equipos tan lejanos como Portsmouth, Swansea, Southend y Leicester. Durante el período de entreguerras, las reservas del Arsenal igualaron el éxito del primer equipo, ganando el título de la Liga Sur A de 1940 y 1943, además de ser los campeones de la liga de Londres de 1942. Además, desde 1931 en adelante, las reservas del club se inscribieron en la London Challenge Cup, ganándola dos veces en 1933–34 y también en 1935–36.
Para brindar oportunidades a los jugadores más jóvenes, el Arsenal creó un equipo 'A' en 1929. Inicialmente, el equipo 'A' ingresó a la London Professional Mid-Week League y fue campeón en 1931–32. Luego compitieron en la liga hasta la temporada de fútbol de 1933–34. Donde, durante el verano de 1934, el Arsenal había tomado al lado de Kent Margate como su equipo de enfermería. El Arsenal había acordado enviar jóvenes prometedores a Margate para darles experiencia en la Liga de Fútbol del Sur y se les dio la primera opción sobre cualquier jugador de Margate. Por lo tanto, los dos clubes disfrutaron de estar dentro de esta relación que había durado cuatro años antes de que el Arsenal la rompiera en 1938. Posteriormente, el Arsenal ingresó al equipo de reserva en la Liga Sur por derecho propio y los partidos en casa se jugaron en el estadio del Enfield FC en Southbury Road. El club finalmente terminó en sexto lugar en la temporada de liga de 1938-1939.
Al comienzo de la temporada 1939-1940, las reservas jugaron dos juegos combinados de fútbol y un juego de la Liga Sur antes de que el fútbol se suspendiera parcialmente debido al estallido de la Segunda Guerra Mundial.

### La combinación de fútbol (1945-1999)
Para la temporada 1946–47, la combinación de fútbol se reanudó, pero la liga se dividió en dos divisiones y los ganadores de cada división jugaron una final para decidir los campeones. Se introdujo una nueva competencia: The Football Combination. Estos fueron los mismos equipos que jugaron en el Football Combination pero divididos en 4 grupos con los ganadores de cada grupo jugando en semifinales y una final. Este formato continuó hasta el final de la temporada 1954-55. En la temporada 1955-56, la combinación de fútbol continuó generalmente como un formato de liga normal, que ocasionalmente constaba de dos divisiones con ascenso y descenso. La Football Combination Cup se suspendió, pero se restableció para las temporadas 1965–66 a 1969–70, inclusive a la temporada 1996–97. Las reservas continuaron ingresando en la London FA Challenge Cup hasta la temporada 1973–74, con la excepción de 1961–62 cuando se inscribió el primer equipo.
El equipo 'A' resucitó al comienzo de la temporada 1948-1949 cuando un equipo ingresó en la Liga de los condados del este, la Copa de la liga de los condados del este y la Copa de East Anglian, ganando la Liga de los condados del este en 1954-55, después de lo cual se fueron. La liga (afirmando que era tan fuerte que necesitaban ingresar a un equipo más competitivo, que sería más costoso), pero continuó jugando en la East Anglian Cup durante las próximas dos temporadas. 
Además, el equipo 'A' también participó en la London Professional Mid-Week League de 1949–50 a 1957–58, ganando por segunda vez en 1952–53. Durante el verano de 1958, el equipo 'A' ingresó a la Liga Metropolitana, la Copa de la Liga Metropolitana y la Copa Profesional de la Liga Metropolitana. Esta resultó ser una empresa muy exitosa hasta mediados de la década de 1960. 
Hacia fines de la década de 1960, el equipo 'A' luchó contra equipos aficionados fuertes y el club se negó a ingresar a un equipo después del cierre de la temporada 1968–69.

### 1999–2014
En 1999 dejaron la Combinación para convertirse en miembros fundadores de la Premier Reserve League. Nunca ganaron la competencia, aunque terminaron subcampeones en las temporadas 2001-02 y 2010-11. Al final de la temporada 2011-12 terminaron terceros en la Reserve League South, en lo que sería la última temporada de la competencia. Los jugadores del equipo de reserva también se han utilizado ampliamente en la Copa de la Liga desde la temporada 1997–98. Al comienzo de la temporada 2012-13, la estructura de reserva y academia del Arsenal recibió una revisión importante. El equipo de reserva dejó la Premier Reserve League y se unió a la Professional Development League para la temporada inaugural de la competencia. Fundamentalmente, reemplazar a los reservas con un equipo Sub-21 que tenga la asignación de tres jugadores de campo mayores de edad y un portero por plantilla de día de partido. El Arsenal también se inscribió en la Serie NextGen ampliada, que luego fue reemplazada por la UEFA Youth League en 2013.

### 2014-presente
Al comienzo de la temporada 2014-15, la estructura de entrenamiento de la academia del Arsenal recibió un cambio importante con el nombramiento de Andries Jonker como director de la academia el 1 de julio de 2014, junto con varios cambios clave en funciones clave de entrenador en toda la academia. En su tiempo a cargo de la academia, instigó muchos cambios, como cambios en la forma en que se educaba a los jugadores dentro del club, ayudándolos así a pasar más tiempo en el lugar con sus compañeros de juego. 
También fue una parte clave en la construcción de las nuevas instalaciones de Hale End, con tres campos para que los equipos de la academia los usaran. En 2016, con el cambio de nombre de la Premier League, el equipo de reserva continuó jugando en la Professional Development League, pero ahora se llamaría Premier League 2. El 27 de febrero de 2017, se anunció que Andries Jonker dejaría su puesto como jefe de academia para unirse al VfL Wolfsburg como entrenador en jefe, junto con el exjugador del Arsenal Freddie Ljungberg como entrenador asistente.

## Historia de la Academia (anteriormente Juventud)

### Juventud del Arsenal (1954-1998)
El Arsenal ha operado ocasionalmente un equipo juvenil desde 1893-1894, y hubo un tercer equipo establecido conocido como Arsenal 'A' para jugadores jóvenes desde 1929 hasta 1969.
El club ha jugado en la FA Youth Cup desde la temporada 1954–55 y luego ingresó a la Liga de fútbol juvenil de los condados del sureste simultáneamente. La temporada siguiente, la competencia de la liga pasó a llamarse Liga de los condados del sureste. El Arsenal también participó desde 1955 en otro torneo conocido como la Copa de la Liga de los Condados del Sudeste, en el que se quedaron dentro y excluyeron las temporadas de 1968 y 1969 de la temporada de fútbol inglés de 1997-1998. La Academia del Arsenal en conjunto ganó la Liga de condados en 1956, 1965, 1972 y 1991. 
Los jóvenes del Arsenal también jugaron en la Copa Challenge de la FA menor de Londres de 1955 a 1956. En 1960 se reincorporaron a la competencia donde permanecieron hasta 1967 y también tuvo éxito en la Southern Junior Floodlit Cup que ganaron en 1956, 1972, 1975 y 1999.
El Arsenal se convirtió así, de los equipos juveniles del país, en los ganadores de siete títulos de liga de los condados del sureste y seis copas de la liga de los condados del sureste, de los cuales incluyeron tres "dobles".

### Academia del Arsenal (1998-presente)
El equipo juvenil se convirtió en miembro fundador de la FA Premier Youth League en 1997–98. La liga fue inicialmente una sola división y el Arsenal ganó el título inaugural. La temporada siguiente, pasó a llamarse Premier Academy League y se dividió en secciones Sub-19 y Sub-17, y el nuevo sistema FA  Academy cambió formalmente el equipo juvenil del Arsenal al estado de Academia. El Arsenal ingresó equipos en ambas secciones, ganando el título Sub-17 en 1999–00 y el título Sub-19 en 2001–02, así como dos Copas FA Juveniles más en 2000 y 2001.
Desde 2004-05, la FA Premier Academy League ha consistido en una sola sección para Sub-18, aunque se juega una sección Sub-16 sin que se registre ninguna tabla de liga. Arsenal Sub-18 ha ganado su grupo de división (Grupo A) tres veces, en 2007-08, 2008-09 y 2009-10. Luego ganaron la semifinal y la final de los play-offs de la academia en 2008-09 y 2009-10 para convertirse en campeones de la Premier Academy League. En 2009 completaron su primer doblete al ganar también la Copa FA Juvenil 2008-09, después de haber vencido al Liverpool por 6-2 en el global de la final.
El Arsenal llegó al cuarto lugar de la Serie NextGen en 2013 y llegó a los cuartos de final de la recién creada UEFA Youth League en 2014. En 2016, el equipo Sub-21 del Arsenal ganaron la semifinal de los playoffs de la División 2 de la Liga de Desarrollo Profesional 2-1 contra el Blackburn Rovers. En la final, el Arsenal venció al Aston Villa por 3 goles a 1 en el Emirates Stadium para convertirse en campeones de los playoffs.
En abril de 2017, el equipo Sub-13 del Arsenal derrotó al Sunderland para levantar la Copa Nacional inaugural de la Premier League como campeones. Además, en junio de 2017, los Sub-14 del Arsenal ganaron la Copa Albert Phelan de la Premier League 2016-17. El 7 de julio de 2017, se anunció que Per Mertesacker, quien se retiró del fútbol al final de la temporada 2017-18. Metesacker asumió el cargo de gerente de la Arsenal Academy a partir de entonces.

## Plantilla actual Sub-23
Estos jugadores también pueden jugar con la Sub 23 y el equipo mayor.
A partir del 7 de enero de 2022
Nota: Las banderas indican el equipo nacional según se define en las reglas de elegibilidad de la FIFA. Los jugadores pueden tener más de una nacionalidad ajena a la FIFA.

## Plantilla actual Sub-18
Estos jugadores también pueden jugar con la Sub 23 y el equipo mayor.

### Académicos de segundo año
Nota: Las banderas indican el equipo nacional según se define en las reglas de elegibilidad de la FIFA. Los jugadores pueden tener más de una nacionalidad ajena a la FIFA.

### Académicos de primer año
Nota: Las banderas indican el equipo nacional según se define en las reglas de elegibilidad de la FIFA. Los jugadores pueden tener más de una nacionalidad ajena a la FIFA.

### Colegiales
Nota: Las banderas indican el equipo nacional según se define en las reglas de elegibilidad de la FIFA. Los jugadores pueden tener más de una nacionalidad ajena a la FIFA.

## En préstamo
Nota: Las banderas indican el equipo nacional según se define en las reglas de elegibilidad de la FIFA. Los jugadores pueden tener más de una nacionalidad ajena a la FIFA.
| N.o | Jugador            | Posición      | Destino                        | Duración              |
| --- | ------------------ | ------------- | ------------------------------ | --------------------- |
| 38  | Miguel Azeez       | Mediocampista | Portsmouth Football Club       | (Hasta junio de 2022) |
| 39  | Daniel Ballard     | Defensa       | Millwall Football Club         | (Hasta junio de 2022) |
| 43  | Harry Clarke       | Defensa       | Hibernian Football Club        | (Hasta junio de 2023) |
| 52  | Dejan Iliev        | Portero       | ŠKF Sereď                      | (Hasta junio de 2022) |
| 53  | Tyreece John-Jules | Delantero     | Blackpool Football Club        | (Hasta junio de 2022) |
| 67  | Matt Smith         | Mediocampista | Doncaster Rovers Football Club | (Hasta junio de 2022) |
| 68  | Tom Smith          | Portero       | Welling United Football Club   | (Hasta junio de 2022) |

## Jugadores internacionales
En esta tabla se muestran a los jóvenes que participan con sus respectivas selecciones adulta y/o menores. 
| Selección                                 | Categoría | # | Jugador(es)                                                                        |
| ----------------------------------------- | --------- | - | ---------------------------------------------------------------------------------- |
| Estonia                                   | Absoluta  | 1 | Karl Jakob Hein                                                                    |
| México                                    | Absoluta  | 1 | Marcelo Flores                                                                     |
| Túnez                                     | Absoluta  | 1 | Omar Rekik                                                                         |
| Inglaterra                                | Sub-19    | 2 | Charlie Patino, Omari Hutchinson                                                   |
| Inglaterra                                | Sub-18    | 4 | Ben Cottrell, Brooke Norton-Cuffy, Jonathan Dinzeyi, Josh Robinson, Reuell Walters |
| Inglaterra                                | Sub-17    | 2 | Amario Cozier-Duberry, Zach Awe, Zane Monlouis                                     |
| Inglaterra                                | Sub-16    | 1 | Myles Lewis-Skelly                                                                 |
| Gales                                     | Sub-19    | 1 | James Sweet                                                                        |
| Gales                                     | Sub-18    | 1 | Mathaeus Roberts                                                                   |
| Gales                                     | Sub-17    | 1 | Omari Benjamin                                                                     |
| Irlanda                                   | Sub-19    | 1 | Jack Henry-Francis, Mazeed Ogungbo                                                 |
| Irlanda                                   | Sub-17    | 1 | Jordan McEneff, Kido Taylor-Hart                                                   |
| Polonia                                   | Sub-19    | 1 | Hubert Graczyk                                                                     |
| Polonia                                   | Sub-15    | 1 | Michał Rosiak                                                                      |
| Costa Rica                                | Sub-20    | 1 | Elián Quesada                                                                      |
| Suecia                                    | Sub-20    | 1 | Nikolaj Möller                                                                     |
| Dinamarca                                 | Sub-19    | 1 | Mika Biereth                                                                       |
| Irlanda del Norte                         | Sub-19    | 1 | Henry Jeffcott                                                                     |
| Rumania                                   | Sub-19    | 1 | Cătălin Cîrjan                                                                     |
| España                                    | Sub-17    | 1 | Joel López                                                                         |
| Países Bajos                              | Sub-17    | 1 | Salah-Eddine Oulad M'hand                                                          |
| Datos actualizados a 12 de enero de 2022. |           |   |                                                                                    |

## Personal actual
Actualizado el 5 de julio de 2021

### Entrenadores principales
| Per Mertesacker | Gerente de la Academia               |
| Luke Hobbs      | Jefe de la Academia de Entrenamiento |
| Kevin Betsy     | Entrenador en jefe Sub-23            |
| Dan Micciche    | Entrenador en jefe Sub-18            |
| Adam Birchall   | Entrenador en jefe Sub-16            |
| Adam Pilling    | Entrenador en jefe Sub-15            |
| Max Porter      | Entrenador en jefe Sub-14            |
| Josh Smith      | Entrenador en jefe Sub-13            |
| Simon Copley    | Entrenador en jefe Sub-12            |
| Lewis Goater    | Entrenador en jefe Sub-11            |
| Josh Hinckson   | Entrenador en jefe Sub-10            |
| Kieron Lewis    | Entrenador en jefe Sub-9             |

### Personal
| Will Oldham     | Gerente de Operaciones de la Academia                              |
| John Boca       | Oficial superior de operaciones de la academia                     |
| Paul Wilson     | Administrador de kits de la academia                               |
| Matt Henly      | Jefe de Educación                                                  |
| Kate Green      | Responsable de Desarrollo Personal y Psicología                    |
| Tony Strudwick  | Jefe de Ciencia y Medicina del Deporte                             |
| Ken Gillard     | Sub-23 / Entrenador de Préstamos                                   |
| Mehmet Ali      | Entrenador asistente Sub-23                                        |
| Julian Gray     | Entrenador asistente Sub-18                                        |
| Padraig Roche   | Responsable de portería de la Academia                             |
| Terry Mason     | Responsable de portería de la Academia                             |
| Chris Terpcou   | Entrenador de porteros Sub-15-Sub-18                               |
| Seb Barton      | Entrenador de porteros Sub-9-Sub-14                                |
| Lee Herron      | Jefe de identificación de talentos                                 |
| Steve Brown     | Coordinador principal de identificación de talentos                |
| Yousuf Sajjad   | Coordinador principal de identificación de talento (Sub-17-Sub-23) |
| Conan Watson    | Coordinador principal de identificación de talento (Sub-15-Sub-16) |
| Phil Antwi      | Coordinador principal de identificación de talento (Sub-13-Sub-14) |
| Ayo Durojaiye   | Coordinador principal de identificación de talento (Sub-9-Sub-11)  |
| Kieron Lewis    | Analista principal de la academia                                  |
| Niall O'Connor  | Lead Academy Analyst                                               |
| Sam Moore       | Analista de la academia                                            |
| Sam Mincher     | Analista de la academia                                            |
| Zenon Backhouse | Analista de la academia                                            |

## Palmarés

### Reservas
- The Football Combination: 18

1922–23, 1926–27, 1927–28, 1928–29, 1929–30, 1930–31, 1933–34, 1934–35, 1936–37, 1937–38, 1938–39, 1946–47, 1950–51, 1962–63, 1968–69, 1969–70, 1983–84, 1989–90
- Football Combination Cup: 3

1952–53, 1967–68, 1969–70
- London FA Challenge Cup: 7

1933–34, 1935–36, 1953–54, 1954–55, 1957–58, 1962–63, 1969–70
- Kent League: 1

1896–97
- West Kent League: 3

1900–01, 1901–02, 1902–03
- London League First Division: 3

1901–02, 1903–04, 1906–07
- Kent Junior Cup: 1

1889–90
- London Professional Mid-Week League: 2

1931–32, 1952–53
- Eastern Counties League: 1

1954–55
- Metropolitan League: 3

1958–59, 1960–61, 1962–63
- Metropolitan League Cup: 2

1960–61, 1965–66
- Metropolitan League Professional Cup: 2

1960–61, 1961–62

### Academia
- Professional Development League y Premier Academy League: 6 (record)

1997–98 (U18), 1999–00 (U17), 2001–02 (U19), 2008–09 (U18), 2009–10 (U18), 2015–16 (Ganadores de la eliminatoria) (U21)
- FA Youth Cup: 7

1965–66, 1970–71, 1987–88, 1993–94, 1999–00, 2000–01, 2008–09
- Premier League National Cup: 1

2016–17
- South East Counties League: 4

1955–56, 1964–65, 1971–72, 1990–91
- South East Counties League Cup: 6

1959–60, 1960–61, 1961–62, 1963–64, 1970–71, 1979–80
- Southern Junior Floodlit Cup: 5

1962–63, 1965–66, 1984–85, 1990–91, 1997–98
- London Minor FA Cup: 1

1966–67
- NextGen Series: 2012–13 Fourth place

## Graduados de la academia
Esta es una lista de exjugadores del Arsenal F.C. graduados de la academia o del Arsenal 'A' que han representado a su país a nivel internacional completo desde la Segunda Guerra Mundial. Los jugadores que todavía están en el Arsenal o juegan en otro club cedido por el Arsenal están resaltados en negrita.
Actualizado el 7 de junio de 2021.
| Nacionalidad      | Jugador           | Nacionalidad | Jugador             | Nacionalidad      | Jugador                | Nacionalidad                    | Jugador              |  |  |
| ----------------- | ----------------- | ------------ | ------------------- | ----------------- | ---------------------- | ------------------------------- | -------------------- |  |  |
| Alemania          | Serge Gnabry      | Ghana        | Quincy Owusu-Abeyie | Inglaterra        | Leslie Compton         | México                          | Carlos Vela          |  |  |
| Antigua y Barbuda | Anton Blackwood   | Granada      | Reice Charles-Cook  | Inglaterra        | Ainsley Maitland-Niles | Nigeria                         | Semi Ajayi           |  |  |
| Argelia           | Ismaël Bennacer   | Guyana       | Anthony Jeffrey     | Inglaterra        | Paul Merson            | Nigeria                         | Alex Iwobi           |  |  |
| Argentina         | Emiliano Martínez | Inglaterra   | Arthur Milton       | Irlanda           | Graham Barrett         | Noruega                         | Håvard Nordtveit     |  |  |
| Australia         | Neil Kilkenny     | Inglaterra   | Charlie George      | Irlanda           | Liam Brady             | Países Bajos                    | Donyell Malen        |  |  |
| Barbados          | Matt Joseph       | Inglaterra   | Kieran Gibbs        | Irlanda           | John Devine            | Polonia                         | Krystian Bielik      |  |  |
| China             | Nico Yennaris     | Inglaterra   | Len Shackleton      | Irlanda           | Keith Fahey            | Polonia                         | Wojciech Szczęsny    |  |  |
| Chipre            | Georgios Efrem    | Inglaterra   | Lionel Smith        | Irlanda           | David O'Leary          | República Democrática del Congo | Benik Afobe          |  |  |
| Dinamarca         | Nicklas Bendtner  | Inglaterra   | Emile Smith Rowe    | Irlanda           | Frank O'Neill          | República Democrática del Congo | Peggy Lokando        |  |  |
| Escocia           | Paul Dickov       | Inglaterra   | Peter Storey        | Irlanda           | Niall Quinn            | Ruanda                          | Alfred Mugabo        |  |  |
| Escocia           | Alex Forsyth      | Inglaterra   | Michael Thomas      | Irlanda           | Pat Scully             | Senegal                         | Armand Traoré        |  |  |
| Escocia           | Richard Hughes    | Inglaterra   | Jack Wilshere       | Irlanda           | Frank Stapleton        | Suecia                          | Kristopher Da Graca  |  |  |
| España            | Héctor Bellerín   | Inglaterra   | John Radford        | Irlanda           | Anthony Stokes         | Suecia                          | Sebastian Larsson    |  |  |
| España            | Cesc Fàbregas     | Inglaterra   | Ray Parlour         | Irlanda del Norte | Terry Neill            | Suecia                          | Kristoffer Olsson    |  |  |
| Estados Unidos    | Yunus Musah       | Inglaterra   | Graham Rix          | Irlanda del Norte | Sammy Nelson           | Suiza                           | Johan Djourou        |  |  |
| Estados Unidos    | Frank Simek       | Inglaterra   | David Rocastle      | Irlanda del Norte | Pat Rice               | Togo                            | Gilles Sunu          |  |  |
| Estonia           | Karl Jakob Hein   | Inglaterra   | Bukayo Saka         | Irlanda del Norte | Dean Shiels            | Trinidad y Tobago               | Gavin Hoyte          |  |  |
| Finlandia         | Glen Kamara       | Inglaterra   | Danny Clapton       | Irlanda del Norte | Daniel Ballard         | Trinidad y Tobago               | Justin Hoyte         |  |  |
| Gales             | Ray Daniel        | Inglaterra   | Ray Kennedy         | Irlanda del Norte | Colin Hill             | Túnez                           | Omar Rekik           |  |  |
| Gales             | Mal Griffiths     | Inglaterra   | Jay Bothroyd        | Irlanda del Norte | Steve Morrow           | Turquía                         | Colin Kazim-Richards |  |  |
| Gales             | Andy Marriott     | Inglaterra   | David Bentley       | Islandia          | Stefán Gíslason        | Turquía                         | Oğuzhan Özyakup      |  |  |
| Gales             | Hal Robson-Kanu   | Inglaterra   | Tony Adams          | Islas Feroe       | Ingi Højsted           | Costa Rica                      | Elián Quesada        |  |  |
| Gales             | Tom Walley        | Inglaterra   | Martin Keown        | Kosovo            | Alban Bunjaku          |                                 |                      |  |  |
| Gales             | Rhys Weston       | Inglaterra   | Andy Cole           | Jamaica           | Narada Bernard         |                                 |                      |  |  |
| Ghana             | Emmanuel Frimpong | Inglaterra   | Ashley Cole         | México            | Marcelo Flores         |                                 |                      |  |  |